# Dienstgrade der Feuerwehr in Bremen
Die Dienstgrade der Feuerwehr Bremen werden als Winkel, silberne und goldene Steifen am linken Oberarm, oberhalb des Ärmelabzeichens auf der Dienstjacke getragen und werden bei der Berufsfeuerwehr und der Freiwilligen Feuerwehr durch einheitliche Schulterklappen ergänzt. Das Aussehen der Abzeichen wird über den Erlass über Kennzeichnung und Helmkennzeichnung der Dienstkleidungsträger der Berufsfeuerwehren und Freiwilligen Feuerwehren im Lande Bremen des Senators für Inneres geregelt.

## Berufsfeuerwehr
Die Dienstbezeichnungen der Berufsfeuerwehr werden durch die Feuerwehr-Laufbahnverordnung (FwLV) geregelt.
| Bezeichnung | Abzeichen                                                                              | Bemerkung                                                                              |
| Laufbahngruppe 1, zweites Einstiegsamt (ehemals mittlerer feuerwehrtechnischer Dienst)                               | Laufbahngruppe 1, zweites Einstiegsamt (ehemals mittlerer feuerwehrtechnischer Dienst) | Laufbahngruppe 1, zweites Einstiegsamt (ehemals mittlerer feuerwehrtechnischer Dienst) |
| --- | -------------------------------------------------------------------------------------- | -------------------------------------------------------------------------------------- |
| Brandmeisteranwärter/in                                                                                              |                                                                                        | Während der Ausbildung für die Laufbahngruppe 1, zweites Einstiegsamt.                 |
| Brandmeister/in |                                                                                        |                                                                                        |
| Oberbrandmeister/in                                                                                                  |                                                                                        |                                                                                        |
| Hauptbrandmeister/in                                                                                                 |                                                                                        |                                                                                        |
| Hauptbrandmeister/in mit Amtszulage                                                                                  |                                                                                        |                                                                                        |
| Laufbahngruppe 2, erstes Einstiegsamt (ehemals gehobener feuerwehrtechnischer Dienst)                                |                                                                                        |                                                                                        |
| Oberbrandinspektor-Anwärter/in                                                                                       |                                                                                        | Während der Ausbildung für die Laufbahngruppe 2, erstes Einstiegsamt.                  |
| Brandinspektor/in |                                                                                        |                                                                                        |
| Oberbrandinspektor/in                                                                                                |                                                                                        |                                                                                        |
| Brandamtfrau / Brandamtmann                                                                                          |                                                                                        |                                                                                        |
| Brandamtsrat / Brandamtsrätin                                                                                        |                                                                                        |                                                                                        |
| Brandoberamtsrätin / Brandoberamtsrat                                                                                |                                                                                        |                                                                                        |
| Brandoberamtsrat / Brandoberamtsrätin mit Amtszulage                                                                 |                                                                                        |                                                                                        |
| Laufbahngruppe 2, zweites Einstiegsamt (ehemals höherer feuerwehrtechnischer Dienst)                                 |                                                                                        |                                                                                        |
| Brandreferendar/in                                                                                                   |                                                                                        | Während der Ausbildung für die Laufbahngruppe 2, zweites Einstiegsamt.                 |
| Brandrätin / Brandrat                                                                                                |                                                                                        |                                                                                        |
| Brandoberrat / Oberbrandrätin                                                                                        |                                                                                        |                                                                                        |
| Branddirektorin / Branddirektor                                                                                      |                                                                                        |                                                                                        |
| Leitender Branddirektor / Leitende Branddirektorin                                                                   |                                                                                        |                                                                                        |
| Leitende Branddirektorin als Leiterin der Feuerwehr Bremen / Leitender Branddirektor als Leiter der Feuerwehr Bremen |                                                                                        |                                                                                        |

## Freiwillige Feuerwehr
Die Dienstgrade der Freiwilligen Feuerwehr Bremen werden durch den Erlass über Mitgliedschaft, Altersgrenzen, Leitung, Dienstbezeichnungen und Funktionen in Freiwilligen Feuerwehren im Lande Bremen des Senators für Inneres geregelt.
| Dienstgrad                                           | Abzeichen | Voraussetzungen |
| ---------------------------------------------------- | --------- | --- |
| Feuerwehrmann / Feuerwehrfrau                        |           | Wird auch während der Probezeit als Anwärter/in geführt |
| Oberfeuerwehrfrau / Oberfeuerwehrmann                |           | 5-jährige Dienstzeit und abgeschlossene Ausbildung zum Truppmann / zur Truppfrau. Alternativ vorzeitig bei besonderer Eignung und abgeschlossener Truppführer/in-Ausbildung. |
| Brandmeister / Brandmeisterin                        |           | 5-jährige Dienstzeit in der Einsatzabteilung nach Ernennung zur Oberfeuerwehrfrau / zum Oberfeuerwehrmann. Alternativ vorzeitig bei besonderer Eignung und abgeschlossener Gruppenführer/in-Ausbildung oder Übertragung der Funktion des stellvertretenden Jugendwartes / der stellvertretenden Jugendwartin. |
| Erste Brandmeisterin / Erster Brandmeister           |           | 8-jährige Dienstzeit in der Einsatzabteilung nach der Ernennung zum Brandmeister / zur Brandmeisterin. |
| Oberbrandmeister / Oberbrandmeisterin                |           | Ausbildung zum Gruppenführer / zur Gruppenführerin und Ausübung der Funktion. Alternativ bei Übertragung der Funktion der stellvertretenden Leitung des Fernmeldedienstes oder der Funktion des Jugendwartes / der Jugendwartin.                                                                              |
| Hauptbrandmeisterin / Hauptbrandmeister              |           | Ausbildung zum Zugführer / zur Zugführerin und Ausübung der Funktion der stellvertretenden Wehrführung. Alternativ bei Übertragung der Funktion der Leitung des Fernmeldedienstes oder der Funktion des stellvertretenden Landesjugendfeuerwehrwartes / der stellvertretenden Landesjugendfeuerwehrwartin.    |
| Erster Hauptbrandmeister / Erste Hauptbrandmeisterin |           | Wiederholte Übertragung der Funktion der stellvertretenden Wehrführung. |
| Brandinspektorin / Brandinspektor                    |           | Ausbildung zum Zugführer / zur Zugführerin und Ausübung der Funktion der Wehrführung. Alternativ bei Übertragung der Funktion des Landesjugendfeuerwehrwartes / der Landesjugendfeuerwehrwartin. |
| Oberbrandinspektor / Oberbrandinspektorin            |           | Wiederholte Übertragung der Funktion der Wehrführung. |
| Brandamtfrau / Brandamtmann                          |           | Ausbildung zum Zugführer / zur Zugführerin und Ausübung der Funktion der Bereitschaftsführung. |
| Brandamtsrat / Brandamtsrätin                        |           | Ausbildung zum Zugführer / zur Zugführerin und Ausübung der Funktion der stellvertretenden Bereichsführung. Alternativ die wiederholte Übertragung der Funktion der Bereitschaftsführung. |
| Brandoberamtsrätin / Brandoberamtsrat                |           | Wiederholte Übertragung der Funktion der stellvertretenden Bereichsführung. |
| Brandrat / Brandrätin                                |           | Ausbildung zum Zugführer / zur Zugführerin und Ausübung der Funktion der Bereichsführung. |
| Oberbrandrätin / Oberbrandrat                        |           | Wiederholte Übertragung der Funktion der Bereichsführung. |

## Funktionsabzeichen der Freiwilligen Feuerwehr

Gruppenführer
Stellv. Wehrführer
Wehrführer
Bereitschaftsführer
Bereichsführer

## Belege
1. ↑  Bremische Verordnung über die Laufbahn der Beamtinnen und Beamten des feuerwehrtechnischen Dienstes (Feuerwehrlaufbahnverordnung - FwLV -)